# Naomi Mugo
Naomi Mugo (Nyahururu, 2 januari 1977) is een voormalig atlete uit Kenia.
Wereldkampioenschappen atletiek 2003
5 km van Carlsbad
Op de Olympische Zomerspelen van Atlanta in 1996 liep Mugo de 1500 meter. Met een tijd van 4:20,01 kwam ze in de halve finale.
Ook op de Olympische Zomerspelen van Sydney in 2000 liep ze de 1500 meter, maar met 4:13,18 kwam ze niet voorbij de kwalificatieronde.
In 1998 en 2002 nam Mugo deel aan de Gemenebestspelen. Ze liep daar de 1500 meter.

## Persoonlijk record
| Onderdeel | Resultaat | Jaar |
| --------- | --------- | ---- |
| 1500 m    | 3:58,12   | 1998 |
| 3000 m    | 8.44,58   | 1998 |

| Onderdeel  | Resultaat | Jaar |
| ---------- | --------- | ---- |
| 1500 meter | 4:23,75   | 2003 |
| 2000 meter | 6:04,07   | 2003 |

- World Athletics: 14289298